# Чжу Цзайхоу
Чжу Цзайхоу (кит.: 朱載垕; піньїнь: Zhu Zaihou), храмове ім'я Муцзун (кит.: 穆宗; піньїнь: Mùzōng; 4 березня 1537 — 5 липня 1572) — дванадцятий імператор династії Мін. Девіз правління — Лунцін (Піднесене Щастя).

## Життєпис
Народився 4 березня 1537 року в родині імператора Чжу Хоуцуну, його третім за віком сином. При народженні отримав титул князь Ю. Він мав порушення мовлення, тому, коли став імператором, намагався менше говорити на аудієнціях. Довгий час батькові не вдавалось домогтися визнання Чжу Цайхоу спадкоємцем трону. Зрештою того визнали таким. Після смерті Чжу Хоуцуна у 1567 році він став імператором.
Вжив заходів для налагодження внутрішньої ситуації, активно боровся з корупцією. Звільнив фаворитів померлого батька, на урядові посади призначив конфуціанців з академії Ханлінь. Проведено роботи на річкових дамбах річок Хуанхе і Хуайхе. Зменшено податковий тягар на селян.
У внутрішньополітичних справах він дотримувався порад наближених секретарів «Внутрішньопалацового кабінету» (Нейге) Чжан Цзюйчжена і Гао Гуна. У зовнішній політиці приділяв особливу увагу налагодженню мирних відносин і взаємовигідної торгівлі з монголами, після того, як з Алтан-ханом у 1570 році уклали вигідний мир, а до 1572 року більшість монгольських ханів визнала себе васалами китайського імператора. Це зняло напругу на сході імперії та значно пожвавило сухопутну торгівлю.
Але водночас не забував і про оборону, доручивши полководцям Ці Цзігуану і Ван Чуну відновити й зміцнити Великий китайський мур на північно-західних кордонах імперії, що й було виконано величезними зусиллями армії та примусовою працею населення. За його правління остаточно знищено японське піратство в китайських водах, а також завдано значного удару китайським піратам. За наказом імператора збудували укріплення у глибоководних портах у провінціях Чжецзян і Фуцзянь, а також побудували новий флот.
Цей імператор, на відміну від попередника, не любив магів і віщунів, і навіть піддавав їх гонінням. Бувши хворим, до самої смерті займався державними справами, викликаючи до себе своїх радників. Помер Чжу Цзайхоу 5 липня 1572 року.